# Ernst Degner
Ernst Degner, född den 22 september 1931 i Gleiwitz, Tyskland, död 10 september 1983 i Arona, Spanien, var en tysk roadracingförare som vann VM-titeln i 50GP 1962.
I samband med Sveriges GP i Kristianstad 1961 passade Degner på att hoppa av till väst. Han tog ledningen i 125cc-klassen och ledde stort när han plötsligt försvann. Det var inte motorhaveri på hans MZ fabriksmaskin eller omkullkörning som var orsaken. Han hade helt enkelt stannat på en i förväg bestämd plats, placerat motorcykeln vid sidan av banan och hoppat in i en väntande bil som tillsammans med familjen så småningom tog honom hela vägen till Japan och Suzukifabriken. Där avslöjade han hemligheten med MZ:s portsystem och slidmatningen som gav tvåtaktaren så hög effekt. Han blev fabriksförare för Suzuki och vann många segrar med de motorer han själv varit med och utvecklat.

## Segrar 125GP
| Nummer | Grand Prix | År   |
| ------ | ---------- | ---- |
| 1      | Japan      | 1964 |
| 2      | Nordirland | 1965 |

## Segrar 50GP
| Nummer | Grand Prix   | År   |
| ------ | ------------ | ---- |
| 1      | Isle of Man  | 1962 |
| 2      | Holland      | 1962 |
| 3      | Belgien      | 1962 |
| 4      | Västtyskland | 1962 |
| 5      | Holland      | 1963 |
| 6      | USA          | 1965 |
| 7      | Belgien      | 1965 |